# أوتو فارانت
أوتو فارانت (بالإنجليزية: Otto Farrant)‏، من مواليد 13 نوفمبر 1996 في لندن، هو ممثل إنجليزي. معروف بتصويره للشخصية الفخرية في اليكس رايدر (2020 - الآن).

## وصلات خارجية
- أوتو فارانت على موقع IMDb (الإنجليزية)
- أوتو فارانت على موقع روتن توميتوز (الإنجليزية)
- أوتو فارانت على موقع قاعدة بيانات الأفلام العربية
- أوتو فارانت على موقع ألو سيني (الفرنسية)
- أوتو فارانت على موقع قاعدة بيانات الفيلم (الإنجليزية)
- أوتو فارانت على موقع كينوبويسك (الروسية)

لم يتم العثور على روابط لمواقع التواصل الاجتماعي.